# Mihail Caimacov
Mihail Caimacov (* 22. Juli 1998 in Tiraspol) ist ein moldawischer Fußballspieler.

## Karriere

### Verein
Caimacov begann seine Karriere bei Sheriff Tiraspol. Im Februar 2017 gab er sein Debüt für die Profis in der Divizia Națională. Bis zum Ende der Saison 2016/17 kam er zu zwei Einsätzen, mit Sheriff wurde er Meister. Nach einem weiteren Einsatz in der Saison 2017, in der Sheriff erneut Meister wurde, wechselte er im Februar 2018 nach Kroatien zur Reserve des NK Osijek. Im Juli 2020 absolvierte er sein erstes und einziges Spiel für die Profis von Osijek in der 1. HNL.
Zur Saison 2020/21 wurde Caimacov nach Slowenien an den NK Olimpija Ljubljana verliehen. Für Olimpija kam er bis zur Winterpause zu 18 Einsätzen in der 1. SNL. Im Januar 201 wurde die Leihe vorzeitig beendet und der Mittelfeldspieler an Olimpijas Ligakonkurrenten FC Koper weiterverliehen. In Koper spielte er bis Saisonende 13 Mal. Zur Saison 2021/22 kehrte er zunächst nach Osijek zurück, ehe er im September 2021 fest innerhalb der Liga zum NK Slaven Belupo Koprivnica wechselte. Für Slaven Belupo machte er 22 Spiele in der 1. HNL.
Nach weiteren fünf Einsätzen zu Beginn der Saison 2022/23 wurde Caimacov im September 2022 nach Russland an Torpedo Moskau verliehen. In Moskau kam er während der Leihe zu zehn Einsätzen in der Premjer-Liga, aus der er mit dem Team aber abstieg. Zur Saison 2023/24 kehrte er dann wieder zu Slaven Belupo zurück.

### Nationalmannschaft
Caimacov spielte zwischen 2018 und 2019 fünfmal für die moldawische U-21-Auswahl. Im September 2020 gab er in der UEFA Nations League gegen den Kosovo sein Debüt im A-Nationalteam.